# Al Borges
Alan Anthony Borges (Salinas, Kalifornia, 1955. október 8. –) amerikai amerikaifutball-edző, 2018-ban a UTSA Roadrunners támadókoordinátora.
Pat Dye, az Auburn Tigers vezetőedzője szerint a legjobb támadókoordinátor, akivel valaha találkozott.

## Pályafutása

### Kezdetek
1975 és 1978 között a salinasi, 1979–1980-ban pedig a Pleasant Valley középiskola edzőhelyettese volt. Alapdiplomáját 1981-ben szerezte a Cal State Chicón, majd 1982–1983-ban a California Golden Bears, 1983 és 1985 között pedig a Diablo Valley Vikings munkatársa volt. 1984–1985-ben az Oakland Invaders segéd-védőedzői pozícióját is betöltötte.
1986 és 1992 között a Portland State Vikings, 1993–1994-ben pedig a Boise State Broncos támadókoordinátora volt; utóbbi csapat 1994-ben kijutott a bajnokságra. 1995-ben a pozíciót az Oregon Ducksnál töltötte be; a szezonban a csapat a konferencia támadórangsorának első helyén állt.

### UCLA Bruins
1996 és 2000 között a UCLA Bruins munkatársa volt. Nevéhez fűződnek Cade McNown quarterback sikerei.

### California Golden Bears és Indiana Hoosiers
2001 januárjában ötvenezer dolláros emelésért a California Golden Bears munkatársa lett; a vesztes szezon végén minden edzőt kirúgtak, ezért az Indiana Hoosiershez távozott.

### Auburn Tigers
2004-ben az Auburn Tigers támadókoordinátora lett; a csapat négy szezonja mindegyikében a legjobb 15 között végzett. Alakzatainak köszönhetően 2004-ben 13–0-s eredményt értek el. A támadójáték romlása miatt 2007. december 10-én lemondott.

### San Diego State Aztecs
2008. december 24-én a San Diego State Aztecs támadókoordinátorává nevezték ki.
2010-ben a csapat 9–4-es eredményt ért el, 1977 óta ez volt az első legalább kilenc pontos győzelmük. 2009-ben a Portland State Vikings vezetőedzői posztjának várományosa volt.

### Michigan Wolverines
2011. január 11-én korábbi felettese, Brady Hoke vezetőedző felvette a Michigan Wolverineshez. A csapat kijutott a 2012-es Sugar Bowlra.
A 2014-es szezon vereségei miatt bejelentették, hogy Borgestól megválnak.

### San Jose State Spartans
2015. február 5-én a San Jose State Spartans támadókoordinátora és quarterbackjeinek edzője lett.

### UTSA Roadrunners
2018. január 19-én a UTSA Roadrunners támadókoordinátora és quarterbackjeinek edzője lett. Támadójátékuk alapján a 130 iskolából a 129. helyen álltak; a szezon végén Borgest kirúgták.

## Családja
Felesége Susan Malnick jogi asszisztens. Szülei Josephine és Gordon Borges; hat testvére született.

## Művei
Fivérével és munkatársával, Keith-szel Coaching the West Coast Quarterback címmel könyvet és útmutató videókat adtak ki. Al Borges írta az Amerikai Labdarúgóedzők Szövetsége Football Offenses & Plays című könyvének I alakzatot bemutató fejezetét.

## Díjai és elismerései
- Rivals.com év támadókoordinátora (2005)[3]
- Frank Boyles-díj – jelölés (1997, 1998)[3][4]
- Football Coach Quarterly év támadókoordinátora (1997)[3]

## Fordítás
- Ez a szócikk részben vagy egészben  az   Al Borges című angol Wikipédia-szócikk ezen változatának fordításán alapul.  Az eredeti cikk szerkesztőit annak laptörténete sorolja fel. Ez a jelzés csupán a megfogalmazás eredetét és a szerzői jogokat jelzi, nem szolgál a cikkben szereplő információk forrásmegjelöléseként.